# Камбаделис, Жан-Кристоф
Жан-Кристо́ф Камбадели́с (фр. Jean-Christophe Cambadélis; род. 14 августа 1951 года, Нёйи-сюр-Сен) — французский политический и государственный деятель, первый секретарь Социалистической партии (2014—2017).

## Биография
Греческого происхождения. В молодости придерживался троцкистских убеждений. В 1974 году вступил в Международную коммунистическую организацию, был лично знаком с её лидером Пьером Ламбером. Под псевдонимом «Костас» (в честь греко-французского философа-неомарксиста Костаса Акселоса) стал руководителем студенческой организации ламбертистов.
Камбаделис учился в университете Париж-Дидро, но в 2014 году Лоран Модюи опубликовал итоги своего журналистского расследования, в котором обвинил Камбаделиса в фальсификации его университетского диплома от 1985 года.
В 1976—1983 годах Камбаделис работал в руководстве Национальной кассы взаимопомощи студентов Франции (MNEF), с 1980 по 1984 год — президент Национального союза студентов Франции.
В 1986 году порвал с МКО, уведя за собой 450 активистов, и вступил в Социалистическую партию Франции.
В 1988—1993 годах являлся депутатом Национального собрания Франции от 20-го округа Парижа.
В 1990 году основал объединение «Манифест против Национального фронта».
В 1995 году избран в муниципальный совет Парижа.
В 1997 году вновь избран в Национальное собрание Франции от 20-го избирательного округа Парижа, переизбран в 2002 и 2007 годах, в 2012 году после реорганизации системы избирательных округов избран от 16-го округа Парижа.
18 марта 2001 года оставил должность в муниципальном совете Парижа в рамках программы масштабного обновления и омоложения его состава, когда сменились до 70 % депутатов.
В 2008 году вошёл в национальный секретариат Социалистической партии, где отвечал за международные связи и отношения с Евросоюзом, являлся сторонником Доминика Стросс-Кана, а после сексуального скандала в Нью-Йорке в 2011 году и ухода Стросс-Кана с политической арены оказал поддержку Мартин Обри.
15 апреля 2014 года избран первым секретарём Соцпартии, получив 67,12 % голосов членов Национального совета партии против 32,88 % у его соперника, представителя левого крыла социалистов Сильвана Матьё (Sylvain Mathieu).
21 мая 2015 года в первом туре очередных выборов первого секретаря получил 60 % голосов, оставив позади основного соперника — представителя левого крыла партии, противника действующего социалистического правительства — Кристиана Поля (30 %). 28 мая 2015 года во втором туре голосования переизбран (его поддержали 70 % выборщиков, а Кристиана Поля — вновь 30 %).
11 июня 2017 года Камбаделис потерпел сокрушительное поражение на парламентских выборах в своём 16-м избирательном округе Парижа, получив в первом туре 8,6 % голосов (победителем с 38,08 % стал кандидат президентской партии «Вперёд, Республика!», действующий государственный секретарь цифровой экономики Мунир Махжуби).
Вечером 18 июня 2017 года, когда катастрофическое поражение социалистов после двух туров парламентских выборов стало очевидным, Камбаделис объявил о своей отставке с должности лидера партии.

## Юридическое преследование
В январе 2000 года приговорён судом к пяти месяцам тюремного заключения и к возмещению ущерба в размере 100 тыс. французских франков (15 тыс. евро) по обвинению в фиктивном найме служащих в компанию, управляющую жильём для семей рабочих-иммигрантов. В июне 2006 года осуждён вторично: признан виновным в укрывательстве случаев злоупотребления доверием и найме фиктивных служащих в MNEF и приговорён к шести месяцам тюрьмы и 20 тыс. евро возмещения ущерба. На этот период он был отстранён от своих должностей в Соцпартии.

## Труды
- Bonapartisme et néocorporatisme sous la Vème République (Microforme), Lille 3 : ANRT, 1987 ; thèse de 3e cycle de sociologie, 1985.
- Pour une nouvelle stratégie démocratique, écrit avec Pierre Dardot et Philippe Darriulat, Paris : éd. L’Harmattan, 1987.
- Le Manifeste des 50 / textes rassemblés par J.-C. Cambadélis, Paris : R. Deforges, 1992.
- Quelle transformation de la société ?, écrit avec Yves Cochet et Gilbert Wasserman, Paris : les Ed. de l’Atelier, 1995.
- Pour une nouvelle gauche, éd. Stock, 1996.
- La France blafarde (avec Éric Osmond), éd. Plon, 1998.
- Le Chuchotement de la vérité, éd. Plon, 1998.
- L’Avenir de la gauche plurielle, éd. Plon, 1999.
- L'étrange échec, éd. Plon — Notes de la Fondation Jean-Jaurès, 2002.
- 1905-2005. L'éternel commencement : que faire au Parti socialiste ?, L’Encyclopédie du socialisme, 2005.
- Parti pris : chroniques de la présidentielle chez les socialistes, éd. Plon, 2007.
- Le génie du socialisme, éd. Plon, 2008.
- Dis-moi où sont les fleurs : essai sur la politique étrangère de Nicolas Sarkozy, L’Encyclopédie du socialisme, 2010.
- La Troisième gauche, éd. du Moment, 2012.
- L’Europe sous menace national-populiste, éd. L’Archipel, 2014.
- À gauche, les valeurs décident de tout, Plon, 2015.
- Chronique d’une débâcle, L’Archipel, 2017
- La Gauche de demain sera girondine, Fondation Jean-Jaurès, 2018.
- Le Big Bang social-démocrate, VA Editions, 2022